# Cerco de Maarate Anumane
O cerco de Maarate Anumane ocorreu durante a Primeira Cruzada, no final do ano de 1098, opondo os cruzados à cidade muçulmana de Maarate Anumane (na actual Síria), sob o domínio do Califado Fatímida. Uma acção militar de importância menor, ganhou uma importância particular devido aos relatos de excessos de barbárie dos soldados cruzados, que incluíram o massacre da população e canibalismo, permanecendo um episódio marcante na memória muçulmana.

## Antecedentes
Depois de concluído o cerco de Antioquia, que resultou num extremar da violência dos cruzados face aos muçulmanos e no massacre dos habitantes da cidade, os ocidentais continuavam com poucos mantimentos. Ineficazes na avaliação e protecção das linhas de provisões, os peregrinos sofriam com a fome generalizada e a falta de equipamento adequado. O recurso para a obtenção destes bens foi a pilhagem dos arredores de Antioquia, que aumentaria com a chegada do Inverno.
Em julho de 1098, Raimundo Pilet, um cavaleiro do exército de Raimundo IV de Tolosa, liderara uma expedição contra Maarate Anumane, uma cidade importante na estrada em direcção a Damasco. Este contingente enfrentou a muito mais numerosa guarnição muçulmana na cidade e foi completamente desbaratado, sofrendo muitas baixas. Durante o resto do Verão, os cruzados continuaram uma lenta marcha em direcção a sul, conquistando várias pequenas povoações.

## Cerco
No final do mês de Novembro, milhares de cruzados começaram a cercar Maarate Anumane. Com a aproximação do Inverno e a falta de provisões, os cristãos não podiam permitir que este se tornasse num cerco demorado, mas as defesas da cidade, que incluíam um fosso profundo e fortes muralhas, revelaram-se difíceis de ultrapassar.
Inicialmente pouco preocupados, devido à derrota que tinham infligido anteriormente aos invasores, os defensores da cidade, na sua maioria uma milícia urbana e cidadãos sem experiência em batalha, conseguiram repelir os ataques durante cerca de duas semanas.
Entretanto os cruzados construíram uma torre de cerco, o que lhes permitiu ultrapassar a muralhas ao mesmo tempo que um grupo de cavaleiros escalava os muros não defendidos do outro lado da cidade. A 11 de dezembro os cruzados ocuparam as muralhas e os muçulmanos retiraram para o interior da cidade. Todos se prepararam para aguardar o amanhecer antes de voltar a atacar, mas os peregrinos cristãos mais pobres aproveitaram para iniciar acções de saque.

## Massacre
Na manhã de 12 de dezembro, a guarnição da cidade negociou com Boemundo de Taranto e obteve a promessa de um salvo-conduto se optasse pela rendição. Mas quando acabaram por se render, os cruzados imediatamente iniciaram o massacre da população. O número de vítimas é geralmente aceite em cerca de 20 000, mas segundo o cronista curdo sunita Ali ibne Alatir, foi de 100 000. Boemundo tomou o controlo das muralhas e torres, enquanto Raimundo IV de Tolosa controlava o interior da cidade, continuando a longa disputa desde o cerco de Antioquia sobre quem governaria estes territórios conquistados.
Maarate Anumane não era uma cidade rica, como os cruzados pensaram, e a grave falta de provisões fez-se sentir durante o mês de Dezembro. Desgostados com a disputa política entre os dois príncipes, a maioria dos peregrinos desejava continuar o mais depressa possível a marcha em direcção a Jerusalém.
Mas enquanto os seus líderes atrasavam a cruzada e negociavam em Antioquia, alguns cruzados, vítimas da fome, recorreram ao canibalismo, alimentando-se dos cadáveres dos muçulmanos. Um ano depois, um dos comandantes cruzados escreveria ao papa Urbano II, explicando que as suas acções foram motivadas pela extrema escassez de alimentos: «Uma terrível fome atormentou o exército em Ma'arra, e impôs a cruel necessidade de se alimentar dos corpos dos sarracenos».

“Em Ma'arra as nossas tropas cozeram pagãos adultos em caldeirões; empalaram crianças em espetos e devoraram-nas grelhadas.”

— Gesta Tancredi in Expeditione Hierosolymitana, Rudolfo de Caen

## Consequências
Depois de incendiar as casas e destruir as fortificações de Maarate Anumane a 13 de janeiro de 1099, a cruzada prosseguiu a marcha em direcção a sul. Particularmente durante esta expedição, mas também nas cruzadas subsequentes, o peregrinos cometeram numerosas atrocidades contra as populações muçulmanas, judias e cristãs ortodoxas: execuções em massa, o catapultar das cabeças dos inimigos sobre cidades cercadas, exibição e mutilação de cadáveres nus dos muçulmanos e canibalismo, como neste caso.
Vários autores sugerem que o comportamento dos cruzados não se deveu necessariamente só à fome, mas à sua crença, nascida da intolerância religiosa, de que os muçulmanos estariam num nível de consideração abaixo dos animais. Este ponto de vista ficou expresso na crónica de Alberto de Aquisgrão: «os cristãos se esquivaram de comer não apenas os turcos ou sarracenos mortos, mas até mesmo cães…».
Estes eventos tiveram um forte impacto nos habitantes locais do Médio Oriente. Os cruzados agravaram ainda mais a sua prévia reputação de crueldade e barbarismo. Séculos mais tarde, continuariam a ser descritos como fanáticos e canibais na literatura árabe.